# Ensenada Esperanza
La ensenada Esperanza (en inglés, Esperanza inlet) en la costa oeste de la isla de Vancouver en la Columbia Británica, Canadá. Su entrada está ubicada en el lado noroeste de la isla de Nutca y está definida por una línea trazada desde Punta Tachu hasta Blind Reef. Hasta que el Servicio Hidrográfico Canadiense aplicó esa definición en 1959, se consideraba que la entrada de la ensenada era el área al sureste de la isla Catalán. Entre sus ramales colindantes se encuentra la ensenada de Ceballos.

## Origen del nombre
Originalmente nombrada como Hope Bay por el capitán inglés James Cook definiendo su apertura entre punta Estevan y cabo Cook. Este nombre fue adaptado al español por Alejandro Malaspina, cuyos oficiales, Espinosa y Ceballos (el homónimo de la ensenada Ceballos), exploraron esta ensenada en 1791.